# Scleria sheilae
Espèce
Scleria sheilae J.Raynal est une espèce de plantes de la famille des Cyperaceae décrite par Jean Raynal. L'holotype fut collecté à 8 km de Yaoundé à Nkolbison en 1964 à environ 800 m d'altitude sur une pelouse suitante à Microdracoides.

## Étymologie
Son épithète spécifique sheilae rend hommage à la botaniste britannique Sheila Spenser Hooper (es) qui collabora avec Jean Raynal.